# 父島
父島（ちちじま）は、東京都・小笠原諸島の父島列島の島。東京都島嶼部に属する。東京都小笠原村の中心的機能を担う島であり、村役場はこの島に所在する。

## 概要
硫黄島に次いで、小笠原諸島で2番目に大きな島である。周囲の兄島、弟島などの島とともに父島列島を形成する。一度も大陸と陸続きになったことがない海洋島で、多くの固有種が存在する。島全体が小笠原国立公園に指定されている。集落は島の北西部の大村地区が中心。島の西側に西に開けた二見湾があり、湾の北部に二見港がある。
1920年代から大日本帝国陸軍によって砲台などの軍施設が建設され、太平洋戦争の頃には更に増強が進んで父島要塞となった。飯盛山近くの洲崎地区には大日本帝国海軍の飛行場（洲崎飛行場跡）が建設された。
現在でも夜明山や衝立山などには、日本軍施設・塹壕・砲台の跡、高射砲などの残骸が残っている。また、海上自衛隊の父島基地や宇宙航空研究開発機構 (JAXA) の小笠原追跡基地、国立天文台のVERA観測局などが島内に設置されている。
戦後はアメリカの支配下に置かれ、建設された米海軍の施設には1965年まで核兵器が貯蔵されていたとされる。1968年に日本に返還され、小笠原諸島振興開発特別措置法により10年間で約300億円規模の公共事業などが実施された。復興に当たり水や電気の配給を効率的にするため、一島一集落にまとめるよう住民の移転が行われたが、父島は面積が広く農家が通勤を強いられるようになるため一島二集落として整備が行われた。
ある程度の大きさの旅客機が離着陸できる飛行場の建設は長年の悲願であり、2022年現在、東京都が洲崎地区で建設に向けた調査を行っている。
- 面積：23.45 km2（国土地理院令和元年全国都道府県市区町村別面積調（10月1日時点））[5]
- 人口：2,156人（住民基本台帳、平成31年4月1日時点）[5]

## 気候
沖縄と同じく温帯と熱帯の境界域に近いが、沖縄と異なり梅雨の時期がないため年間降水量は沖縄（那覇で約2000ミリ）より格段に少ない。このため、沖縄本島（北緯26度00分 - 27度00分）が熱帯雨林気候に近い亜熱帯気候（気候区分上は温暖湿潤気候）なのと異なり、父島の気候は熱帯モンスーン気候に分類される。なお最高気温35℃を超える猛暑日にはなったことが一度もない。
| 小笠原村父島字西町（父島気象観測所、標高3m）の気候           | 小笠原村父島字西町（父島気象観測所、標高3m）の気候 | 小笠原村父島字西町（父島気象観測所、標高3m）の気候 | 小笠原村父島字西町（父島気象観測所、標高3m）の気候 | 小笠原村父島字西町（父島気象観測所、標高3m）の気候 | 小笠原村父島字西町（父島気象観測所、標高3m）の気候 | 小笠原村父島字西町（父島気象観測所、標高3m）の気候 | 小笠原村父島字西町（父島気象観測所、標高3m）の気候 | 小笠原村父島字西町（父島気象観測所、標高3m）の気候 | 小笠原村父島字西町（父島気象観測所、標高3m）の気候 | 小笠原村父島字西町（父島気象観測所、標高3m）の気候 | 小笠原村父島字西町（父島気象観測所、標高3m）の気候 | 小笠原村父島字西町（父島気象観測所、標高3m）の気候 | 小笠原村父島字西町（父島気象観測所、標高3m）の気候 |
| 月                                                           | 1月                                                | 2月                                                | 3月                                                | 4月                                                | 5月                                                | 6月                                                | 7月                                                | 8月                                                | 9月                                                | 10月                                               | 11月                                               | 12月                                               | 年                                                 |
| ------------------------------------------------------------ | -------------------------------------------------- | -------------------------------------------------- | -------------------------------------------------- | -------------------------------------------------- | -------------------------------------------------- | -------------------------------------------------- | -------------------------------------------------- | -------------------------------------------------- | -------------------------------------------------- | -------------------------------------------------- | -------------------------------------------------- | -------------------------------------------------- | -------------------------------------------------- |
| 最高気温記録 °C （°F）                                       | 26.1 (79)                                          | 25.4 (77.7)                                        | 26.7 (80.1)                                        | 28.4 (83.1)                                        | 30.4 (86.7)                                        | 33.0 (91.4)                                        | 34.1 (93.4)                                        | 33.7 (92.7)                                        | 33.1 (91.6)                                        | 32.1 (89.8)                                        | 30.2 (86.4)                                        | 27.5 (81.5)                                        | 34.1 (93.4)                                        |
| 平均最高気温 °C （°F）                                       | 20.7 (69.3)                                        | 20.5 (68.9)                                        | 21.7 (71.1)                                        | 23.4 (74.1)                                        | 25.6 (78.1)                                        | 28.5 (83.3)                                        | 30.4 (86.7)                                        | 30.3 (86.5)                                        | 29.9 (85.8)                                        | 28.6 (83.5)                                        | 25.9 (78.6)                                        | 22.7 (72.9)                                        | 25.7 (78.3)                                        |
| 日平均気温 °C （°F）                                         | 18.5 (65.3)                                        | 18.1 (64.6)                                        | 19.3 (66.7)                                        | 21.1 (70)                                          | 23.4 (74.1)                                        | 26.2 (79.2)                                        | 27.7 (81.9)                                        | 28.0 (82.4)                                        | 27.7 (81.9)                                        | 26.4 (79.5)                                        | 23.8 (74.8)                                        | 20.6 (69.1)                                        | 23.4 (74.1)                                        |
| 平均最低気温 °C （°F）                                       | 15.8 (60.4)                                        | 15.4 (59.7)                                        | 16.8 (62.2)                                        | 18.8 (65.8)                                        | 21.4 (70.5)                                        | 24.4 (75.9)                                        | 25.6 (78.1)                                        | 26.1 (79)                                          | 25.7 (78.3)                                        | 24.4 (75.9)                                        | 21.6 (70.9)                                        | 18.2 (64.8)                                        | 21.2 (70.2)                                        |
| 最低気温記録 °C （°F）                                       | 8.9 (48)                                           | 7.8 (46)                                           | 9.2 (48.6)                                         | 10.7 (51.3)                                        | 13.9 (57)                                          | 17.7 (63.9)                                        | 20.8 (69.4)                                        | 22.2 (72)                                          | 19.6 (67.3)                                        | 17.2 (63)                                          | 13.2 (55.8)                                        | 10.8 (51.4)                                        | 7.8 (46)                                           |
| 降水量 mm （inch）                                           | 63.6 (2.504)                                       | 51.6 (2.031)                                       | 75.8 (2.984)                                       | 113.3 (4.461)                                      | 151.9 (5.98)                                       | 111.8 (4.402)                                      | 79.5 (3.13)                                        | 123.3 (4.854)                                      | 144.2 (5.677)                                      | 141.7 (5.579)                                      | 136.1 (5.358)                                      | 103.3 (4.067)                                      | 1,296.1 (51.028)                                   |
| 平均降水日数 （≥0.5 mm）                                     | 11.0                                               | 8.5                                                | 9.8                                                | 10.0                                               | 11.8                                               | 8.8                                                | 8.6                                                | 11.3                                               | 13.4                                               | 13.7                                               | 12.0                                               | 11.2                                               | 130.2                                              |
| % 湿度                                                       | 66                                                 | 68                                                 | 72                                                 | 79                                                 | 84                                                 | 86                                                 | 82                                                 | 82                                                 | 82                                                 | 81                                                 | 76                                                 | 70                                                 | 78                                                 |
| 平均月間日照時間                                             | 131.3                                              | 138.3                                              | 159.2                                              | 148.3                                              | 151.8                                              | 205.6                                              | 246.8                                              | 213.7                                              | 197.7                                              | 173.2                                              | 139.1                                              | 125.3                                              | 2,030.6                                            |
| 出典：気象庁（平均値：1991年 - 2020年、極値：1968年 - 現在） |                                                    |                                                    |                                                    |                                                    |                                                    |                                                    |                                                    |                                                    |                                                    |                                                    |                                                    |                                                    |                                                    |

## 歴史
- 1830年（天保元年） - ナサニエル・セイヴァリーら白人5人とハワイ人25人が、ハワイ王国のオアフ島から父島に入植し、初めての移住民となる（欧米系島民を参照）。
- 1876年（明治9年）3月 - 小笠原島の日本統治を各国に通告し、大日本帝国の領有確定。小笠原諸島が内務省の管轄となる。日本人37名が父島に定住。内務省出張所設置。
- 1880年（明治13年）10月28日 - 東京府小笠原出張所を設置。
- 1920年（大正9年）8月 - 大日本帝国陸軍築城部が父島支部を設置。
- 1927年（昭和2年） - 昭和天皇が戦艦「山城」で父島・母島を行幸[9]。母島の御幸之浜で海洋生物の調査実施。
- 1944年（昭和19年）9月2日- 第二次世界大戦において、後にアメリカ合衆国大統領となるジョージ・H・W・ブッシュが、父島にあった日本軍施設を攻撃している最中に撃墜されたが、アメリカ海軍潜水艦に救助された[10]。
- 1945年（昭和20年）- 小笠原事件。アメリカ合衆国による統治が開始。
- 1968年（昭和43年）6月26日 - 本土復帰。
- 1972年（昭和47年） - 東京電力が小笠原父島内燃力発電所の操業開始。
- 1976年（昭和51年） - 父島ケーブルテレビ開局。
- 2002年（平成14年） - ジョージ・H・W・ブッシュが、かつて当地で撃墜された折に行方不明となった同僚の追悼と日米友好のために訪問[10]。
- 2011年（平成23年） - 小笠原諸島がユネスコの世界遺産（自然遺産）に登録。
- 2013年（平成25年）4月14日 - 現職の内閣総理大臣では初めて安倍晋三が訪島。[11]。

- 明治時代の父島（扇浦）
- 1920年頃の父島測候所
- 昭和2年の昭和天皇行幸記念碑
- 1994年の天皇・皇后行幸啓記念碑
- ジョージ・H・W・ブッシュの父島来訪記念植樹
- 父島海軍航空隊送信所跡（夜明平）

## 設置機関
- 国の機関
  - 国土交通省小笠原総合事務所
  - 海上保安庁第三管区海上保安本部横浜海上保安部小笠原海上保安署
  - 気象庁父島気象観測所
  - 海上自衛隊横須賀地方隊父島基地分遣隊
  - 宇宙航空研究開発機構 (JAXA) 小笠原追跡所
  - 国立天文台VERA小笠原観測局
  - 国土地理院父島VLBI観測局
- 東京都の機関
  - 小笠原支庁
  - 警視庁小笠原警察署

- 小笠原支庁
- 小笠原総合事務所
- 小笠原警察署
- 父島基地分遣隊
- 父島気象観測所
- 国立天文台VERA小笠原観測局
- JAXA小笠原追跡局
- 小笠原郵便局

## 交通
2022年9月現在、本土との定期的な交通手段は竹芝埠頭と父島の二見港を結ぶ航路が唯一で、約24時間かかり、かつ、おおむね6日に1便のみの運航である。1990年-2000年代初頭に、高速船を建造して本土と小笠原諸島との移動時間を短縮する「超高速貨客船テクノスーパーライナー (TSL)」計画が旧運輸省を中心に企画され、実際に115億円かけて高速フェリーが建造されたが、原油価格の高騰によって採算性が失われ、計画は放棄された。建造された高速フェリーは就役することなく解体された。
現状では本土との往来に約10日を要し、緊急時の対応に支障があるため、東京都と小笠原村は2008年に「小笠原航空路協議会」を設置し、島内に空港を建設し航空路を開設するための調査・検討を行っている。空港の位置についてはさまざまな案が上がり、父島の北に隣接する兄島、島内南部の時雨山、父島から北に70 kmの聟島などが検討されたが、いずれも自然環境への影響が大きいとして撤回され、2018年からはかつて大日本帝国海軍飛行場があった洲崎地区に候補が絞られている。
島内では自治体バス（コミュニティバス）として、小笠原村営バスが運行されている。
本土 - 父島
- 東京港（竹芝埠頭） - 二見港

小笠原海運「おがさわら丸」
父島 - 母島
- 二見港 - 母島沖港

伊豆諸島開発「ははじま丸」
島内交通
- 小笠原村営バス
- 小笠原観光有限会社（タクシー）

- おがさわら丸 - 父島二見港
- ははじま丸 - 母島沖港
- 共勝丸 - 東京港月島ふ頭
- 村営バスの車両（日野・ポンチョ）
- おがさわら丸の乗客を小笠原村民が太鼓で見送る

## 名産
- パッションフルーツ
- スターフルーツ
- ボニンコーヒー

## 動植物
- オガサワラオオコウモリ
- オガサワラノスリ
- オガサワラカラスバト（絶滅種）
- アカガシラカラスバト
- オガサワラマシコ（絶滅種）
- オガサワラカワラヒワ
- クジラ（ザトウクジラ、ニタリクジラ、マッコウクジラ、アカボウクジラなど）
- イルカ（コビレゴンドウ、ミナミハンドウイルカ、ハンドウイルカ、ハシナガイルカなど）

### 外来種の侵入問題
トカゲの一種、グリーンアノールが定着し、昆虫類を大量に捕食している。
1990年頃に侵入したニューギニアヤリガタリクウズムシがカタツムリなどを捕食し、2000年頃に30種いた陸貝類のうち4割が絶滅した。

## 宗教施設
- 大神山神社 - 祭神は、天照大御神、誉田別尊、天児屋根尊、大物主尊、天之御中主神[15]。
- 小笠原聖ジョージ教会 - 1909年、日本聖公会と英国聖公会の援助によって創立したが、太平洋戦争中に戦火で焼失。戦後、米国海軍、米国聖公会、および欧米系島民の手によって新聖堂が献堂された[16]。
- 行行寺 - 父島には元々寺院がなく、現住職が2003年に移住し2007年12月に新寺である行行寺を建立し開山。2009年2月には浄土宗より浄土宗寺院として認証された[17]。

## ギャラリー
- 中山峠から見る小港海岸
- 小港海岸・枕状溶岩の露頭
- 初寝浦海岸南部の海食岸
- 南島から見たハートロック
- 大根山の欧米系住民墓所
- 大村地区の聖ジョージ教会
- 大根山墓地公園に残る旧日本軍のトーチカ
- 境浦海岸の旧日本軍輸送船「濱江丸」残骸